# Kailarsenia godefroyana
Kailarsenia godefroyana är en måreväxtart som först beskrevs av Carl Ernst Otto Kuntze, och fick sitt nu gällande namn av Deva D. Tirvengadum. Kailarsenia godefroyana ingår i släktet Kailarsenia och familjen måreväxter. Inga underarter finns listade i Catalogue of Life.